# 木村吉清
木村 吉清（きむら よしきよ）は、戦国時代から安土桃山時代にかけての武将、大名。初め清久と名乗ったとされるが、異論もある。

## 生涯
吉清は初め明智光秀に仕え、丹波亀山城の城代を務めたという。天正10年（1582年）の山崎の戦いの際、吉清は城を堀尾吉晴へと明け渡し、羽柴秀吉に降ったとされる。
天正11年（1583年）1月、秀吉は柴田勝家と対立する上杉景勝との連携を図っているが、吉清は石田三成や増田長盛と共にその交渉に携わった。同年2月、吉清と三成・長盛は連名で上杉氏の使僧・西雲寺に宛て覚書を発給し、景勝が越中に出馬して佐々成政を牽制することを求めるなどしている。天正14年（1586年）5月には、吉清ら3名は景勝家臣・直江兼続に対し、景勝の上洛を促す書状を送っている。同年9月、景勝と新発田重家の争いへの対応のため、吉清は秀吉の命で越後へと赴いた。
こうした上杉氏との関わりの一方で、天正12年（1584年）、小牧・長久手の戦いに参陣している。天正17年（1589年）には、美濃国土岐多良で検地奉行を務めた。天正18年（1590年）の小田原征伐では武蔵岩槻城攻めに加わっており、その一方で伊達政宗に小田原参候を促した。同年7月には秀吉の会津下向に先立ち、その準備のため会津を廻国している。なお、これらの事績や上杉氏との交渉は木村弥一右衛門尉清久の名で行われており、当時その名を名乗った吉清によるものとされているが、吉清の子の清久が行ったとも考えられる。
同年8月に行われた奥州仕置により、吉清は旧大崎・葛西領を与えられ、禄高は30万石となっている。吉清は登米郡登米城（寺池城）へと入り、子・清久は志田郡古川城を居城とした。なお、葛西晴信がこれ以後も旧領で一定の勢力を保っていることが確認でき、吉清の領国は旧葛西・大崎領の全域ではなかったともみられる。
吉清の元の知行は5千石や1万2千石、3万石といわれており、突如大領を与えられたことから家臣も急遽集められることとなった。吉清に登用された家臣たちの中には上方の大名の家中から転身した者たちが含まれ、彼らは中間や小者などをにわかに侍に仕立てたが、その又家来たちは新領地で乱暴狼藉を働いたという。こうしたことに加え、秀吉の命で行われた検地や刀狩への反発などもあったことから、領内で一揆が勃発した（葛西大崎一揆）。
同年10月、一揆への対策のため清久が吉清のいる登米城に向かった際、一揆勢により岩手沢城が落とされ、古川城も攻められた。古川城への帰還を妨げられた清久は佐沼城に籠城し、その救援に駆け付けた吉清も佐沼城で一揆勢に包囲されることとなる。翌11月、援軍に駆け付けた蒲生氏郷と伊達政宗により吉清父子は救助されたが、一揆発生の責任を問われて領地は没収された。
天正19年（1591年）、吉清は蒲生氏郷の与力、または家臣となり、信夫郡5万石を与えられた。当初は山城である大森城を居城としたが、文禄元年（1592年）から同2年（1593年）にかけて、平城の杉目城へと移った。またこの頃、氏郷あるいは吉清により杉目城は福島城へと改称され、これが現在の福島県の名の起源となっている。
文禄3年（1594年）以前、または慶長3年（1598年）1月に蒲生氏が宇都宮に転封された際に、吉清は豊臣秀吉の直臣となって豊後国に1万4千石を与えられた。慶長3年（1598年）春、伏見城の普請に参加し、同年7月、秀吉の遺物・国光の刀を拝領した。この年の12月に死去。晩年、キリスト教に帰依したという。